# 台湾问题白皮书
「台湾问题白皮书」是中共中央台湾工作办公室、国务院新闻办公室基于当时台海现状，分别在1993年9月、2000年2月、2022年8月发表的，三份处理臺灣問題和中国统一问题的白皮书的统称。有媒体称为「统一白皮书」。

## 《臺灣問題與中國的統一》（1993年）
1993年8月撰写完成，9月1日发表的白皮书全名《台湾问题与中国的统一》。全文约1.11万字。
此份白皮书发表之时，两岸之间刚刚开放民间往来，而政府之间则是尝试接触阶段。白皮书发表前的4月，两岸政府代表刚在新加坡举行首次辜汪會談。6月，李登輝政府提出「參與聯合國」。中華民國政府在APEC的代表發表「中華民國和中華人民共和國互不隸屬的兩個主權國家」之說。

## 《一個中國的原則與臺灣問題》（2000年）
2000年2月1日，在北京发表的白皮书全名《一个中国的原则与台湾问题》。全文内容与第一份白皮书相近。
白皮书发表前一年的7月，时任中華民國總統李登輝提出“两国论”。故白皮书被认为针对李登辉。书中十六度直接點名李登輝，將其定調為「台灣分裂勢力的總代表，是台灣海峽安定局面的破壞者，是中美關係發展的絆腳石，也是亞太地區和平與穩定的麻煩製造者」。白皮书第五部分，除批驳「兩國論」外，亦批驳「台獨公投」、「兩德模式」與「民主和制度之爭」等論調進行批駁。
白皮书发表一个月后，即是2000年中華民國總統選舉。台灣政治學者趙春山因标题未提及“统一”，据此认为，白皮书表明，此时中国共产党和中华人民共和国政府的对台工作重点是「『反獨』重於『促統』」。他认为白皮书暗指中華民國政府“自1993年以來，在外交方面所推動的「參與聯合國」活動，在軍事方面的對外採購先進武器，以及在思想文化方面的「去中國化」等措施，都具有「台獨」的色彩。”

## 《臺灣問題與新時代中國統一事業》（2022年）
2022年8月南西·裴洛西訪問台灣後，中共中央台湾工作办公室、国务院新闻办公室8月10日发表《台湾问题与新时代中国统一事业》。全文约1.4万字。整體而言，對台更趨強硬，並將台灣問題與中共中央總書記習近平“新時代”統一論述連結，為中共二十大“對台總體方略”提供依據。此外，白皮書撤除以往所做出的“統一後台灣實行高度自治，中央政府不派軍隊和行政人員駐台”的承諾，顯示出中华人民共和国一旦統一台灣可能將給予台灣更少的自治權。只要在“一個”中國的框架內，什麼問題都可以談的承諾也從最新版白皮書中消失，甚至出現「台灣特別行政區」的終局設定。
8月11日，中共中央台湾工作办公室发言人马晓光针对《台湾问题与新时代中国统一事业》白皮书表示，台湾是包括2,300万台湾同胞在内的全体中国人民的台湾，台湾的前途繫於国家统一，只能也必须由全体中国人民共同决定。台湾是中国一部分的法理事实明明白白，民进党政府指两岸互不隶属，才是一厢情愿、罔顾事实的分裂主张，是彻头彻尾的谎言。民进党政府的倒行逆施只是螳臂当车，阻挡不了祖国必将统一的历史大势，任何歪曲事实、否定和挑战“一个中国”原则，图谋台独分裂的行径都将以失败告终。民进党政府否定不了“一国两制”是和平的、民主的、善意的、共赢的方案，相信在两岸同胞共同致力实现和平统一的过程中，“两制”台湾方案的空间和内涵将得到充分展现。
第三份白皮书在内容上与前两份白皮书不同，无“统一后台湾实行高度自治，中央政府不派军队和行政人员驻台”的承诺。台灣政治學者趙春山认为，相对第二份白皮书，两者最大的不同之处是：中华人民共和国政府对台政策「將從『反獨』逐漸向『促統』進行戰略轉移。」
新华网與侨联發文对白皮书表示支持，认为“一国两制”实现两岸和平统一，将给中国发展进步和中华民族伟大复兴奠定新的基础，将给台湾经济社会发展创造巨大机遇，将给广大台湾同胞带来实实在在的好处，也有利于亚太地区及全世界和平与发展。陸委會表示，白皮书一廂情願罔顧事實，兩岸互不隸屬、台灣堅拒一國兩制才是台海現狀和事實。2022年8月陸委會民調結果顯示，8成以上台湾民众反對中共白皮書所稱的「一個中國原則」，更反對「一國兩制」將台灣看作地方政府及特區。陸委會指，這反映台灣人民長期不接受中共對台的錯誤政治主張及作為，也更不同意專制政權所設定的兩岸終局與路徑。8月11日，時代力量黨主席陳椒華等人召開記者會，对白皮書嚴正表達抗議立場，並譴責中共自欺欺人，不願正視兩岸互不隸屬、台灣主權獨立的事實。美国前副国务卿阿米蒂奇表示，对台《白皮书》是一种“心理战”。他还表示，习近平对台海局势的分析是错误的。何清涟认为，这份白皮书将“迫统”提上日程。